# بيتر بريان
بيتر بريان (بالإنجليزية: Peter Bryan)‏ هو قاتل متسلسل بريطاني، ولد في 4 أكتوبر 1969 في لندن في المملكة المتحدة.